# Erzurumspor
Erzurumspor met stamnummer 000016 was een Turkse voetbalclub opgericht in 1968 te Erzurum, de hoofdstad van de gelijknamige provincie. Niet te verwarren met Büyükşehir Belediye Erzurumspor. De clubkleuren waren blauw en wit. De thuisbasis van de voetbalclub was het Kâzım Karabekirstadion (voorheen Cemal Gürselstadion genaamd).
Erzurumspor heeft drie seizoenen lang in de Süper Lig gespeeld. In het eerste seizoen (1998/99) behaalde de club hun beste prestatie: een 13e plaats in de Süper Lig. Het seizoen erop werd Erzurumspor 14e en in 2000/01 degradeerde de club uit Oost-Anatolië na een 17e plaats.
Erzurumspor heeft daarnaast twee keer de kwartfinale van de Turkse Beker bereikt. In 1998/99 werd na twee wedstrijden verloren van Sakaryaspor. In 2001/02 werd thuis in blessuretijd met 0-1 verloren van Kocaelispor.
De club werd getroffen door financiële malaise waardoor in juli 2008 het bestuur van Erzurumspor werd overgedragen aan de curator. In het seizoen 2009/10 werd het team in Klassementsgroep III van de Spor Toto 2. Lig laatste met een twaalfde plaats en degradeerde naar de Spor Toto 3. Lig. De Turkse voetbalbond zette de club lopende het seizoen 2010/11 terug naar de Bölgesel Amatör Lig, het regionale amateurniveau, omdat het team twee opeenvolgende wedstrijden niet op kwam dagen; namelijk tegen Kahramanmaraşspor en İskenderunspor. Vanwege aanhoudende financiële beperkingen trok de club zich terug uit deze competitie. Op 9 juni 2015 viel het doek definitief voor Erzurumspor, de rechtbank van Erzurum sprak zijn vonnis uit waardoor Erzurumspor ophield te bestaan.

## Gespeelde divisies
- Süper Lig: 1998-2001
- TFF 1. Lig: 1973-1974, 1979-1998, 2001-2003
- Spor Toto 2. Lig: 1969-1973, 1974-1979, 2003-2010
- Spor Toto 3. Lig: 2010-2011

## Bekende (oud-)spelers
- Adnan Gušo
- David Siradze
- Delain Sasa
- Ömer Erdoğan
- Tolunay Kafkas
- Kürşat Karakaş